# Плавучий стадион в Сингапуре
Плавучий стадион в Сингапуре или плавучая сцена в Сингапуре (кит. 滨海湾浮动舞台) — стадион, расположенный на плавучей платформе в заливе Марина-Бей в Сингапуре. Трибуны стадиона, вмещающие 30 тысяч зрителей, расположены на берегу. Является также крупнейшей плавучей сценой в мире.
Платформа изготовлена из стали и имеет длину 120 метров и ширину 83 метра, платформа рассчитана на вес 1070 тонн, то есть примерно вес 9000 человек[уточнить].
Начиная с 2007 года на стадионе проводятся различные мероприятия включающие в себя спортивные состязания, выставки, концерты и другие культурные мероприятия. На период реконструкции Национального стадиона в Сингапуре на плавающем стадионе будет проводиться традиционный ежегодный парад в национальный праздник 9 августа.
Между трибунами и стадионом проходит участок трассы Формулы 1 Марина-Бей, собственно трибуны являются частью трассы и также используются во время проведения Гран-при Сингапура и других гонок. Расположены трибуны между 17 и 18 поворотами гоночной трассы.
После победы Сингапура в конкурсе на право проведения Летних юношеских Олимпийских игр 2010 было решено провести на стадионе церемонии открытия и закрытия игр.